# هارلان
هارلان (انگلیسی: Harlan) شرکت داروسازی آمریکایی است، که در سال ۱۹۳۱ تأسیس شد.